# Jacob Peters
Jacob Thomas Taylor Peters (Guildford, 20 de agosto de 2000) es un deportista británico que compite en natación. Ganó una medalla de bronce en el Campeonato Europeo de Natación de 2022 y dos medallas en el Campeonato Europeo de Natación en Piscina Corta de 2023.

## Palmarés internacional
| Campeonato Europeo                  | Campeonato Europeo | Campeonato Europeo | Campeonato Europeo      |
| Año                                 | Lugar              | Medalla            | Prueba                  |
| ----------------------------------- | ------------------ | ------------------ | ----------------------- |
| 2022                                | Roma (Italia)      | Medalla de bronce  | 4 × 100 m estilos mixto |
| Campeonato Europeo en Piscina Corta |                    |                    |                         |
| Año                                 | Lugar              | Medalla            | Prueba                  |
| 2023                                | Otopeni (Rumania)  | Medalla de plata   | 4 × 50 m estilos        |
| 2023                                | Otopeni (Rumania)  | Medalla de bronce  | 100 m mariposa          |